# Iván Gaydáenko
Iván Petróvich Gaydáenko (en ucraniano: Іван Петрович Гайдаєнко; Semiozérnoye, 9 de enero de 1914-Brunete, 10 de julio de 1937) fue un marino, escritor, periodista y pintor ucraniano que participó en la guerra civil española, miembro de la Unión de Escritores Soviéticos y de la Unión de Escritores de Ucrania.

## Biografía
Iván Gaydáenko nació en Semiozérnoye en 1914, donde sus padres se exiliaron por participar en manifestaciones revolucionarias, pero sus padres se volvieron de Kazajistán a Odesa en 1922. Gaydáenko estudió en la Escuela Marítima de Odesa de 1929 a 1932 y, después de graduarse, trabajó durante mucho tiempo como marinero de la marina mercante.
Durante la guerra civil española, Gaydáenko fue marinero del barco soviético Komsomol, que transportaba carga para los republicanos. El 14 de diciembre de 1936, el barco fue hundido por las fuerzas del bando sublevado y Gaydáenko, junto con otros tripulantes, acabaron en la prisión de El Puerto de Santa María. Los prisioneros fueron trasladados posteriormente a la Alemania nazi y en 1938, todos los marineros fueron liberados y enviados a la Unión Soviética.
Tras el cautiverio, su salud se deterioró y comenzó a trabajar como periodista, publicando ensayos en diversos periódicos. Desde 1939 trabajó como redactor de un periódico juvenil en Lutsk.
Durante la Segunda Guerra Mundial, Gaydáenko regresó a la marina, sirvió en barcos de transporte y en 1942 sirvió en la flotilla del río Volga, participando en la batalla de Stalingrado. Posteriormente, fue transferido a la fota del Mar Negro. Cuando fue desmovilizado en 1946, trabajó durante mucho tiempo en la flota mercante internacional. Al mismo tiempo, publicó cada vez más sus obras literarias.
Gaidáenko participó en muchas organizaciones y eventos públicos y dirigió el Comité de Protección de la Paz de Odesa durante más de 20 años. Durante 16 años dirigió la sección de Odesa de la Unión de Escritores de Ucrania.

## Obras

### Novelas
- Santa María (1967)
- Las aceitunas arden (1975)
- Capitanes, capitanes (1976)
- Tiempo terrestre (1979)

### Novelas, cuentos, ensayos
- En cautiverio pardo (1942)
- Más allá del Bósforo (1948)
- La isla de la tormenta (1949)
- Encuentros en el extranjero (1950)
- Bajo el yugo del dólar (1951)
- Sobre los que están en el mar (1952)
- Dos orillas (1952)
- En puertos extranjeros (1953)
- Por los caminos del mar (1953)
- Vecinos (1955)
- Más allá del mar (1956)
- En el mar azul (1959)
- Hablando con franqueza (1959)
- El destinatario será encontrado (1962)
- Mi bergantín (1962)
- Ruiseñores (1962)
- La Habana - Beirut (1963)
- No puedo olvidar (1969)
- Sonrisa (1971)
- Amigos y enemigos (1982)
- La cuna (1982)

### Obras de teatro
- Más allá del horizonte
- Los capitanes no conocen la paz
- La última señal
- Mariposas nocturnas

## Condecoraciones
- Orden de Lenin
- Orden de la Bandera Roja
- Orden de la Estrella Roja
- Orden de la Guerra Patria, 2º grado.
- Orden de la Insignia de Honor.